# کریستوپور ورمیشیان
کریستوپور آباکومیان-ورمیشیان (ارمنی: Քրիստոփոր Աբակումյան - Վերմիշյան؛ ژانویه ۱۸۶۳ – ۱۹۳۲) دولت‌مرد، و سیاست‌مدار اهل ارمنستان بود که سمت وزارت تأمین اجتماعی اولین جمهوری ارمنستان در بین سال‌های ۱۹۱۸ تا ۱۹۱۹ میلادی و وزارت تدارکات و خواربار اولین جمهوری ارمنستان در سال ۱۹۱۹ میلادی بر عهده داشت. وی پیشتر در بین سال‌های ۱۹۰۴ تا ۱۹۰۵ شهردار تفلیس بود.

## زندگی‌نامه
وی در ژانویهٔ ۱۸۶۳ در باکو به دنیا آمد و در ۱۹۳۲ در سن ۶۹ سالگی درگذشت.

## نگارخانه

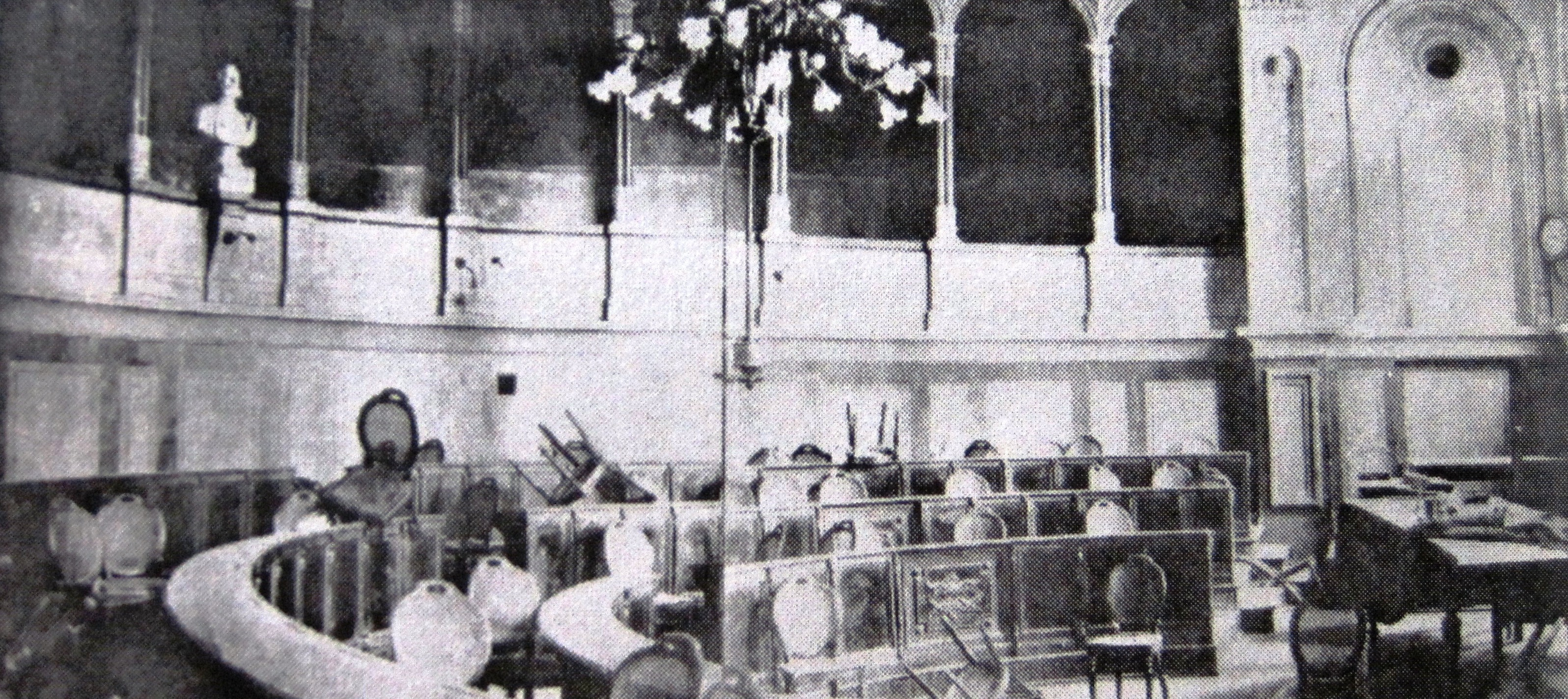